# Brule Lake
Pour les articles homonymes, voir Brule.
Cet article possède un paronyme, voir Lac Brûlé (homonymie).
Brule Lake, (en français : Lac Brûlé),  est un lac partagé entre le comté d'Iron situé dans l'État du Michigan et le comté de Forest situé dans l'État du Wisconsin. La plus grande partie de ce lac est situé du côté de l'État du Michigan. Le lac va en se rétrécissant et longe la frontière avec le Wisconsin jusqu'à l'émissaire de la rivière Brule. 
Le nom du lac est la forme anglicisé de "Lac Brûlé" donné par les explorateurs et coureurs des bois Canadiens-français qui traduisirent en langue française le nom amérindien "Wisakota" qui signifie chez les Ojibwés "brûlé".
Il est probable également que l'explorateur Étienne Brûlé est contourné les Grands Lacs et arpenté cette région mais sans pour autant donné son nom à ce lac.